# Petlovača
Petlovača (en serbe cyrillique : Петловача) est une localité de Serbie située sur le territoire de la ville de Šabac, district de Mačva. Au recensement de 2011, elle comptait 1 381 habitants.
Petlovača, officiellement classée parmi les villages de Serbie, est situé sur les bords du Jerez, un affluent de la Save.

## Démographie

### Évolution historique de la population
| 1948  | 1953  | 1961  | 1971  | 1981  | 1991  | 2002  | 2011  |
| ----- | ----- | ----- | ----- | ----- | ----- | ----- | ----- |
| 1 044 | 1 171 | 1 353 | 1 516 | 1 545 | 1 600 | 1 521 | 1 381 |

|  |